# Termoskopia
Termoskopia – dział kryminalistyki zajmujący się badaniem śladów cieplnych (zmian cieplnych) pozostawionych w środowisku przez osoby. Poza tym zajmuje się odnajdywaniem zwłok, ustalaniem czasu zgonu oraz udowadnianiem obecności danej osoby w danym miejscu.